# Acidente de trem na floresta de Chapramari em 2013
O acidente de trem na Floresta Chapramari ocorreu em 13 de novembro de 2013 na área leste do Santuário de Vida Selvagem Chapramari, distrito de Jalpaiguri, Bengala Ocidental.
O acidente matou ou feriu 17 elefantes indianos e foi descrito como o pior de seu tipo na história recente.

## Contexto
A Sociedade de Proteção da Vida Selvagem da Índia informou que 20 elefantes foram mortos em 2007. Em 2013, a contagem na pista de Chapramari atingiu especificamente 17, incluindo as vítimas do acidente de 13 de novembro.
Pensa-se que o número de elefantes selvagens em toda a Índia seja de cerca de 26.000.

## Acidente
Aproximadamente às 17h40 de 13 de novembro, um trem de passageiros com destino a Assam que viajava pela floresta de Chapramari, Jaipur-Kamakhya Kavi Guru Express (19709), aproximou-se da ponte do rio Jaldhaka a aproximadamente 80 km / h e colidiu com uma manada de 40 – 50 elefantes indianos, matando cinco adultos e dois bezerros e ferindo outros dez.

## Consequências
O gerente ferroviário divisional adicional B. Lakra declarou: "Ouvimos falar do acidente. Todas as ações necessárias estão sendo tomadas. Trem de socorro especial foi enviado e todos os trens com destino a Assam estão sendo desviados por rota alternativa". A via foi reaberta para manutenção após 12 horas. Em 14 de novembro, foi realizada uma reunião para discutir a prevenção futura entre autoridades florestais e ferroviárias.
De acordo com uma entrevista por telefone do oficial florestal da divisão de Jalpaiguri, Bidyut Sarkar, conduzido pelo The New York Times, "uma elefante, cuja perna foi fraturada pelo trem e não conseguia ficar de pé, caiu em um barranco abaixo da pista, inacessível por guindastes ou caminhões , então os veterinários desceram e montaram um acampamento perto dela para fornecer tratamento ". Os restos de um elefante foram apanhados na estrutura da ponte e exigiram desintegração para remoção.

### Protesto em Jalpaiguri
Um protesto em busca de uma melhor regulamentação para os trens que passam pelo santuário de vida selvagem ocorreu em 14 de novembro, em Jalpaiguri. Em uma declaração não relacionada do ministro das florestas de Bengala Ocidental, Hiten Burman, observou-se que solicitações oficiais para um efeito semelhante foram desconsideradas pelas autoridades ferroviárias no passado.

### Repercussões
O acidente reacendeu a discussão sobre a história e a administração da pista de 168 km, que atravessa New Jalpaiguri até Alipurduar e também passa pela Reserva de Tigres de Buxa. Animesh Basu, coordenador da Fundação Himalaia de Natureza e Aventura, criticou a resposta do governo à questão de seu animal considerado patrimônio nacional ser freqüentemente atingido por trens, destacando a ironia do uso pela Indian Railways de um bezerro de elefante como mascote.
Cercas elétricas, iluminação estacionária e sensores de movimento foram propostos como medidas técnicas para evitar incidentes semelhantes no futuro.

## Investigação
As autoridades planejam iniciar uma investigação sobre as causas do acidente. Suspeita-se que o excesso de velocidade seja um possível fator contribuinte. O trem estava viajando a 80 km / h e as diretrizes especificam um limite de 40 km / h.

## Reação
O ministro de Estado das Ferrovias, Adhir Ranjan Chowdhury, afirmou que o acidente "ocorreu fora da área que foi designada como corredor de elefantes" e que "é responsabilidade do governo estadual proteger a vida selvagem [porque] as autoridades ferroviárias não podem".